# دم‌خاری تاج‌روشن
دم‌خاری تاج‌روشن (نام علمی: Cranioleuca albiceps) نام یک گونه از سرده دم‌خاری‌های نمادین است.